# Helenów (Zwoleń)
Pour les articles homonymes, voir Helenów.
Helenów (prononciation : [xɛˈlɛnuf]) est un village polonais de la gmina de Zwoleń dans le powiat de Zwoleń de la voïvodie de Mazovie dans le centre-est de la Pologne.
Il se situe à environ 7 kilomètres à l'est de Zwoleń (siège de la gmina et de la powiat) et 105 kilomètres au sud-est de Varsovie (capitale de la Pologne).
Le village compte une population d'environ 50 habitants en 2006.

## Histoire
De 1975 à 1998, le village appartenait administrativement à la voïvodie de Radom.